# Kanton Sarras
Sarras is een kanton van het Franse departement Ardèche. Het kanton maakt deel uit van het arrondissement Tournon-sur-Rhône. Het werd opgericht door het decreet van 13 februari 2014, met uitwerking op 22 maart 2015 en met Sarras als hoofdplaats.

## Gemeenten
Het kanton omvat de volgende 19 gemeenten:
- Andance
- Arras-sur-Rhône
- Bogy
- Brossainc
- Champagne
- Charnas
- Colombier-le-Cardinal
- Eclassan
- Félines
- Limony
- Ozon
- Peaugres
- Peyraud
- Saint-Désirat
- Saint-Étienne-de-Valoux
- Saint-Jacques-d'Atticieux
- Sarras
- Serrières
- Vinzieux